# Matej Kochan
Matej Kochan (Brezno, 21 novembre 1992) è un ex calciatore slovacco, di ruolo centrocampista.

## Palmarès

### Club

#### Competizioni nazionali
- 2. Liga: 1

Podbrezová: 2013-2014
- Coppa di Slovacchia: 1

Ružomberok: 2023-2024